# Tejparkash Singh Brar
Tejparkash Singh Brar (* 26. April 1937 in Nairobi; † 21. Juni 2012 ebenda) war ein kenianischer Hockeyspieler.
Tejparkash Singh Brar nahm mit der kenianischen Hockeynationalmannschaft an den Olympischen Spielen 1956 in Melbourne und 1964 in Tokio teil. Die Mannschaft belegte im Endklassement 1956 den zehnten und 1964 den sechsten Platz.
Singh besuchte die Birmingham School of Art in England und war er Mitglied des Staffordshire and Pickwicks Hockey Clubs. In Kenia spielte er zehn Jahre lang für die Sikh Union in Nairobi. Beruflich war er als Architekt tätig.